# Niko Testen
Niko Testen, slovenski kajakaš, * 1. april 1997.
Testen je na svetovnih prvenstvih osvojil bronasto medaljo leta 2021 v disciplini K-1 ekipno, v isti disciplini je na evropskih prvenstvih osvojil srebrno medaljo leta 2019 in bronasto leta 2018.